# Someone Put Your Hand Out
Someone Put Your Hand Out - ексклюзивний сингл, який випустила Pepsi. Сингл був випущений у період випуску альбому Dangerous. Також пісня з'явилася на третьому диску збірника The Ultimate Collection (2004). Пісня була випущена як промо-сингл, щоб прорекламувати майбутній тур Джексона Dangerous World Tour.

## Історія створення
Спочатку пісня була записана Джексоном для альбому Bad, потім співак перепрацював її для альбому Dangerous, але тоді вона теж не увійшла в альбом. Тоді співак разом з Pepsi випустив пісню як ексклюзивний сингл.
У липні 2020 року в YouTube з‘явилася демо-версія пісні, яку Джексон записав під час сесій альбому «Bad» (середина 1980-х років).

## Історія релізу
У травні 1992 року пісня була випущена на 3-дюймових CD та на компакт-касетах. Сингл був випущений для реклами Dangerous World Tour, який почався 27 червня 1992 року у Мюнхені (Німеччина). Також у 1993 році у Бразилії був випущений CD з "Someone Put Your Hand Out" та іншими, рідкісними та невипущеними піснями співака.  Після звинувачень 1993 року цей рекламний хід був скасований, дуже мало копій диску було випущено.
Восени 1993 року лейбл Sony планував випустити касету з цією піснею для плеєра Sony Walkman у США, але вихід був скасований через звинувачення.

## Концертні виступи
Сам Майкл ніколи не виконував пісню на публіку, але інструментальна інтерлюдія ввійшла у сет-лист першої частини Dangerous World Tour (1992).